# 萨马莱斯瓦里
萨马莱斯瓦里，又名萨姆莱，是印度西奥里萨邦地区所信仰的守护女神。其主庙为位于森伯尔布尔的萨马莱斯瓦里神庙。

## 历史
在默哈讷迪河岸边，萨马莱斯瓦里女神被崇拜为Jagatjanani、Adishakti、Mahalakshmi和Mahasaraswati。其神庙所在的地点拥有丰富的文化遗产。森伯尔布尔自古以来就被称为“希拉库德大坝”，希腊探险家托勒密将此地描述为桑巴拉克（Sambalak）；根据法国旅行家让-巴蒂斯特·塔维尼耶和英国历史学家爱德华·吉朋的说法，钻石是从森伯尔布尔出口到罗马的。

## 相关文化
印度诗人哈尔达尔·纳格曾写过一篇名为《师利萨姆莱》的长诗，收录在诗集《卡维扬贾利》第二卷中。其内容根据真实事件改编，为萨马莱斯瓦里如何受人崇拜以及希拉库德水库形成的故事。后被改编成同名歌曲，由Lipika Bibhar和Buddhadev Barik演唱。

## 图库

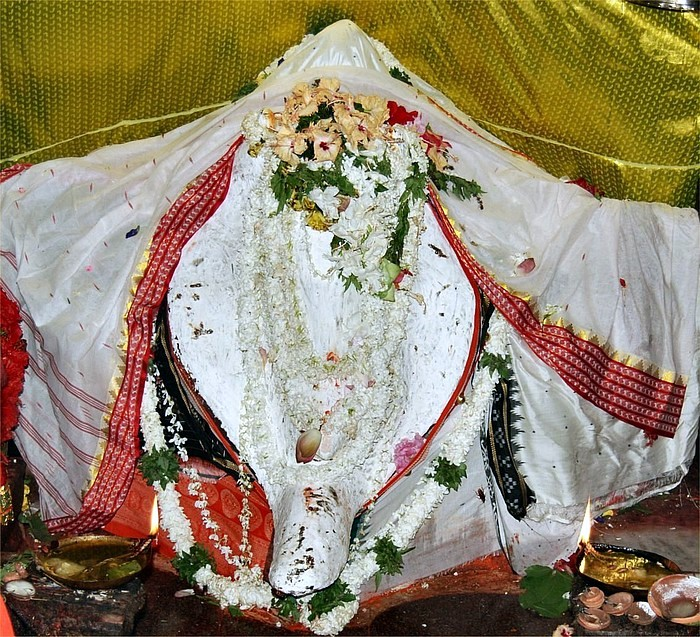
萨马莱斯瓦里神庙中供奉的萨马莱斯瓦里，身着白色服装。